# Acanthiza
Acanthiza är ett fågelsläkte i familjen taggnäbbar inom ordningen tättingar. Släktet omfattar 14 arter som förekommer på Nya Guinea, på Tasmanien och i Australien:
- Gulgumpad taggnäbb (A. chrysorrhoa)
- Grå taggnäbb (A. cinerea) – fördes tidigare till sångsmygarna i Gerygone
- Papuataggnäbb (A. murina)
- Gul taggnäbb (A. nana)
- Strimmig taggnäbb (A. lineata)
- Inlandstaggnäbb (A. apicalis)
- Tasmantaggnäbb (A. ewingii)
- Höglandstaggnäbb (A. katherina)
- Rostpannad taggnäbb (A. pusilla)
- Gråryggig taggnäbb (A. robustirostris)
- Nullarbortaggnäbb (A. iredalei)
- Rödgumpad taggnäbb (A. uropygialis)
- Västlig taggnäbb (A. inornata)
- Ockragumpad taggnäbb (A. reguloides)